# Szwedzcy posłowie do Parlamentu Europejskiego 2024–2029
Szwedzcy posłowie X kadencji do Parlamentu Europejskiego zostali wybrani w wyborach przeprowadzonych 9 czerwca 2024, w których wyłoniono 21 deputowanych.

## Posłowie według list wyborczych
Szwedzka Socjaldemokratyczna Partia Robotnicza
- Johan Danielsson
- Adnan Dibrani
- Sofie Eriksson
- Heléne Fritzon
- Evin Incir

Umiarkowana Partia Koalicyjna
- Arba Kokalari
- Jessica Polfjärd
- Tomas Tobé
- Jörgen Warborn

Partia Zielonych
- Alice Bah Kuhnke
- Pär Holmgren
- Isabella Lövin

Szwedzcy Demokraci
- Dick Erixon
- Beatrice Timgren
- Charlie Weimers

Partia Lewicy
- Hanna Gedin
- Jonas Sjöstedt

Partia Centrum
- Abir Al-Sahlani
- Emma Wiesner

Chrześcijańscy Demokraci
- Alice Teodorescu Måwe

Liberałowie
- Karin Karlsbro